# Lista de vereadores de Trajano de Moraes
Esta é a lista de vereadores de Trajano de Moraes, município brasileiro do estado do Rio de Janeiro.
A Câmara Municipal de Trajano de Moraes é formada por nove representantes.

## Legislatura de 2021–2024
Estes são os vereadores eleitos nas eleições de 15 de novembro de 2020, pelo período de 1° de janeiro de 2021 a 31 de dezembro de 2024:
| Mesa Diretora (2021-2022)         |                       |                        |                           |
| Nome                              | Início do mandato     | Fim do mandato         | Cargo                     |
| Allexandro Vieira de Souza (DEM)  | 1º de janeiro de 2021 | 31 de dezembro de 2022 | Presidente da Câmara      |
| Hélio Luiz Fazoli de Moraes (DEM) | 1º de janeiro de 2021 | 31 de dezembro de 2022 | Vice-presidente da Câmara |
| Daniel Rezende Fagundes (SD)      | 1º de janeiro de 2021 | 31 de dezembro de 2022 | 1º Secretário             |
| David da Silva Carvalho (SD)      | 1º de janeiro de 2021 | 31 de dezembro de 2022 | 2º Secretário             |

|   | Nome                                                                           | Partido                                        | Votos | %    | Observações |
| - | ------------------------------------------------------------------------------ | ---------------------------------------------- | ----- | ---- | ----------- |
| 1 | Daniel Rezende Fagundes (Santa Maria Madalena, 13.07.1983–)                    | Solidariedade (SD)                             | 471   | 6,49 | 2º mandato  |
| 2 | Allexandro Vieira de Souza, Russo (2021-2022) (Trajano de Moraes, 02.04.1983–) | Democratas (DEM)                               | 392   | 5,40 | 1º mandato  |
| 3 | Hélio Luiz Fazoli de Moraes (Rio de Janeiro, 24.01.1967–)                      | Democratas (DEM)                               | 307   | 4,23 | 1º mandato  |
| 4 | Isaías Alves Nogueira (Trajano de Moraes, 04.07.1967–)                         | Solidariedade (SD)                             | 289   | 3,98 | 2º mandato  |
| 5 | Isis Félix Bechara Fernandes (Trajano de Moraes, 26.12.1994–)                  | Partido da Social Democracia Brasileira (PSDB) | 254   | 3,50 | 2º mandato  |
| 6 | Mônica Massena Tannos (Trajano de Moraes, 27.05.1972–)                         | Partido da Social Democracia Brasileira (PSDB) | 254   | 3,50 | 1º mandato  |
| 7 | Sávio Machado Diniz (Trajano de Moraes, 06.07.1995–)                           | Movimento Democrático Brasileiro (MDB)         | 243   | 3,35 | 1º mandato  |
| 8 | Romualdo José Wenderoscky (Trajano de Moraes, 02.07.1973–)                     | Movimento Democrático Brasileiro (MDB)         | 236   | 3,25 | 1º mandato  |
| 9 | David da Silva Carvalho (Trajano de Moraes, 14.04.1981–)                       | Solidariedade (SD)                             | 192   | 2,65 | 1º mandato  |

## Legislatura de 2017–2020
Estes são os vereadores eleitos nas eleições de 2 de outubro de 2016, pelo período de 1° de janeiro de 2017 a 31 de dezembro de 2020:
|   | Nome                                                                        | Partido                                        | Votos | %    | Observações |
| - | --------------------------------------------------------------------------- | ---------------------------------------------- | ----- | ---- | ----------- |
| 1 | Ada Cypriano Sereno Diniz (Cordeiro, 14.08.1963–)                           | Democratas (DEM)                               | 432   | 5,75 | 1º mandato  |
| 2 | Manoel Valcir Barrozo Filho, Tita (Santa Maria Madalena, 25.06.1974–)       | Partido Democrático Trabalhista (PDT)          | 416   | 5,53 | 1º mandato  |
| 3 | Isaías Alves Nogueira (Trajano de Moraes, 04.07.1967–)                      | Partido da Social Democracia Brasileira (PSDB) | 378   | 5,03 | 1º mandato  |
| 4 | Isis Félix Bechara Fernandes (Trajano de Moraes, 26.12.1994–)               | Partido da Social Democracia Brasileira (PSDB) | 319   | 4,24 | 1º mandato  |
| 5 | Carlos Renato de Siqueira Lessa, Renatinho (Cordeiro, 07.06.1976–)          | Partido Republicano Brasileiro (PRB)           | 313   | 4,16 | 1º mandato  |
| 6 | Daniel Rezende Fagundes (Trajano de Moraes, 13.07.1983–)                    | Partido da Social Democracia Brasileira (PSDB) | 305   | 4,06 | 1º mandato  |
| 7 | Ralph Williams Genúncio Salles Moreira (2019-2020) (Niterói, 03.02.1973–)   | Partido da Mulher Brasileira (PMB)             | 282   | 3,75 | 1º mandato  |
| 8 | Álvaro Pereira Campos, Alvinho (2017-2018) (Trajano de Moraes, 19.11.1965–) | Partido da Mulher Brasileira (PMB)             | 258   | 3,43 | 1º mandato  |
| 9 | Francisco Messias Junger Felix (Trajano de Moraes, 20.08.1961–)             | Partido Republicano Brasileiro (PRB)           | 218   | 2,90 | 1º mandato  |

## Legenda
| Cor  | Significado          |
| Bege | Presidente da Câmara |
| Azul | Suplente             |